# Норебо
«Норе́бо хо́лдинг» — вертикально-интегрированный рыбопромышленный холдинг, крупнейший в России.
Включает в себя рыбодобывающие предприятия на северо-западе России и Дальнем Востоке, торговые предприятия, а также рыбоперерабатывающую фабрику и грузовой терминал с морозильными складами и причальными линиями. Группа основана в 1997 году Александром Тугушевым, Виталием Орловым и Магнусом Ротом.

## История
История компании начинается с середины 1990-х годов, когда выпускник Мурманского высшего инженерно-морского училища (1991) Виталий Орлов и норвежский предприниматель Магнус Рот (Magnus Roth) вместе работали в норвежской компании Scandsea Int. AS, которая закупала у мурманских рыболовецких компаний продукцию.
В 1997 году Рот учредил новую компанию — Ocean Trawlers. По данным газеты Ведомости со ссылкой на норвежский ресурс Betriftsdatabaseninfo, Рот и Орлов получили в новой компании по 33 % акций, ещё 34 % достались датской компании Tiffin Holding Ltd. Помимо закупки рыбы партнёры начали предлагать поставщикам в аренду более качественные норвежские траулеры, понимая, что на старых советских судах, оставшихся со времён существования Всесоюзного рыбопромышленного объединения «Севрыба», невозможно достичь необходимой эффективности и качества поставок. В 1998 году совладельцы Ocean Trawlers учредили российский холдинг «Карат», который должен был заняться рыбным промыслом.
К 2005 году флот Ocean Trawlers насчитывал уже 14 таких траулеров. В 2011—2013 году группа пережила стремительный рост, потратив около $600 млн на скупку конкурентов на Северо-Западе и Дальнем Востоке. В 2019 году в состав «Норебо» вошли 16 рыболовецких компаний.
До 2016 года компания называлась «рыбопромышленный холдинг „Карат“», название «Норебо» было принято как основное в 2016 году.
В 2018 году объёмы вылова предприятий холдинга составили 600 тысяч тонн.
1 марта 2023 100-процентным владельцем ООО «Пелла СК» и ООО «Пелла-Стапель» стала УК «Норебо», которая планирует на этих мощностях построить оставшиеся 4 из 10 ранее заказанных на Северной верфи траулеров-процессоров проекта 170701. Северная верфь спустила на воду 5 из первых 6, 6-й также будет спущен ею, а достройка на плаву произведут новые структуры «Норебо». Причина срыва контракта — санкции ЕС. Компании также были переименованы: ООО «Пелла-Стапель» с 18 мая переименовано в ООО «Нева-Стапель», а ООО «Пелла СК» — в ООО «Судостроительный завод „Отрадное“».

## Современность
Холдинг «Норебо» является крупнейшим налогоплательщиком и работодателем города Мурманска. Несколько предприятий холдинга входят в перечень системообразующих организаций агропромышленного комплекса России (составляется Минсельхозом РФ).
В 2016 году ГК «Норебо» с рядом других субъектов рыбопромышленной деятельности в северной части Атлантического океана заключили соглашение «О координации деятельности рыбопромысловых организаций по снижению воздействия донного тралового промысла на донные экосистемы Баренцева и Норвежского морей».
Компании группы «Норебо» (в частности, ПАО «Мурманский траловый флот», АО «Рыбпроминвест») являются крупнейшими в Мурманской области спонсорами политической партии «Единая Россия».
Виталий Орлов является 100 % акционером холдинга (в отношении части акций он является номинальным держателем), при этом два других сооснователя холдинга, Александр Тугушев и Магнус Рот, ставят под сомнение права Орлова на значительную часть акций Норебо.

### Структура холдинга
По состоянию на 2019 год в холдинг входят 16 рыболовецких компаний и ряд инфраструктурных подразделений. Подразделения делятся на направления: «администрирование и управление», «добыча и транспортировка рыбы», «переработка и инфраструктура» и «торговля». Торговые подразделения включают в себя Norebo Africa (африканский рынок), Norebo Hong Kong и Norebo Europe («рынки за пределами Евразийского экономического союза (ЕАЭС)»), «Норебо Азия» и «Норебо Ру» (работа в ЕАЭС).
Ведётся строительство новых судов, заводов, рефрижераторного терминала. Компания участвует в разработке модернизированного донного рыболовного трала.
В марте 2023 УК Норебо стала 100-процентным владельцем ООО «Пелла СК» и ООО «Пелла-Стапель», мощности которых будут использованы для достройки на плаву 6-ти траулеров-процессоров проекта 170701 и строительства 4-х новых.

### Продукция
Согласно собственным сведениям компании, её современный ассортимент включает порядка 100 различных видов продукции из донных и пелагических рыб и других водных биоресурсов, в том числе: замороженная разделанная рыбопродукция, рыбное филе, рыбный фарш; икра, печень и другие субпродукты; кальмар.
Российский рынок остаётся крупнейшим для компании, при этом её продукцию можно найти по всей Европе. Один из партнёров «Норебо» — датская компания Espersen, которая осуществляет вторичную переработку рыбы и поставляет её крупнейшим торговым сетям и ресторанам Евросоюза, в том числе McDonald's. 

## Судебные разбирательства
В 2018 году Тугушев подал иск в Высокий суд Англии и Уэльса к Орлову и Роту с целью признания своих прав на треть в холдинге Норебо. Этому предшествовал ряд разбирательств в России. В июле 2018 года лондонский суд арестовал активы Орлова стоимостью около 350 миллионов долларов. В 2019 году английский суд признал свою юрисдикцию в этом споре. В мае 2019 года Виталий Орлов попытался оспорить юрисдикцию английского суда в Арбитражном суде Мурманской области, в январе 2020 года стало известно об отказе в удовлетворении этого заявления. В марте 2020 года СМИ сообщили об объявлении Тугушева в международный розыск мурманским судом по заявлению Александра Сычёва о хищении около 40 миллионов рублей у мурманской компании «Восток». По состоянию на август 2021 года лондонское дело продолжало рассматриваться.

## Санкции
20 мая 2025 года, на фоне российского вторжения на Украину, компания попала в санкционный список стран Евросоюза против дестабилизирующей деятельности России

Суда, принадлежащие АО «Норебо», демонстрируют особый характер передвижения, не соответствующий обычной экономической и рыболовной практике. Характер передвижения соответствует вредоносным целям, таким как неоднократное нахождение поблизости от критически важных и военных объектов... Эта деятельность может способствовать осуществлению будущих диверсионных операций. Судоходные суда, принадлежащие и эксплуатируемые АО «Норебо», также были оснащены технологиями, которые могут использоваться для шпионажа. Одному из судов АО «Норебо» было запрещено заходить в портовые сооружения Нидерландов из-за шпионажа.— «Официальный журнал Европейского союза», Брюссель, 20 мая 2025 года
Санкции на компанию предполагают запрет на проход судов в водах Евросоюза, ремонт судов и выгрузку рыбы в портах.